# Haley Lu Richardson
Haley Lu Richardson (ur. 7 marca 1995 w Phoenix) – amerykańska aktorka, która wystąpiła m.in. w filmach Split, Gorzka siedemnastka i Trzy kroki od siebie.

## Filmografia

### Filmy
| Rok  | Tytuł                | Rola            | Uwagi           |
| ---- | -------------------- | --------------- | --------------- |
| 2012 | Meanamorphosis       | Cameron         | krótkometrażowy |
| 2014 | Studnia              | Kendal          |                 |
| 2014 | Młody Kieslowski     | Leslie Mallard  |                 |
| 2015 | The Bronze           | Maggie Townsend |                 |
| 2015 | Follow               | Viv             | krótkometrażowy |
| 2016 | Gorzka siedemnastka  | Krista          |                 |
| 2016 | Split                | Claire Benoit   |                 |
| 2017 | Columbus             | Casey           |                 |
| 2018 | Support the Girls    | Maci            |                 |
| 2018 | Ostateczna operacja  | Sylvia Hermann  |                 |
| 2018 | The Chaperone        | Louise Brooks   |                 |
| 2019 | Trzy kroki od siebie | Stella          |                 |
| 2020 | Test na przyjaźń     | Veronica        |                 |
| 2021 | After Yang           | Ada             |                 |
| 2021 | Montana Story        | Erin            |                 |
| 2023 | Serce w chmurach     | Hadley Sullivan |                 |

### Telewizja
| Rok     | Tytuł             | Rola          | Uwagi   |
| ------- | ----------------- | ------------- | ------- |
| 2012    | Christmas Twister | Kaitlyn       | film TV |
| 2013    | Przykazana miłość | Julina        | film TV |
| 2013–14 | Ravenswood        | Tess Hamilton | 5 odc.  |
| 2016    | Recovery Road     | Ellie Dennis  | 6 odc.  |
| 2019    | Jane the Virgin   | Charlie       | 2 odc.  |
| 2022    | Biały Lotos       | Portia        | 6 odc.  |